# Angku
Angku, mon-khmerski narod iz podskupine Palaunga nastanjen na tromeđi Burme, Kine i Laosa. Glavnina ih živi u državi Šan na sjeveru Burme, te u šest sela u južnokineskoj provinciji Yunnan. Razne skupine Angku-govornika naseljene po navedenim državama poznate su pod nekoliko lokalnih naziva, to su u Kini: Hu, u pet sela u Yunnanu i 1000 duša (1984 Svantesson); Kong Ge, 6300 (2000 WCD), vode se kao dio njima nesrodne nacionalnosti Bulang; Manmet ili Manmit, 900 (1984 Svantesson); U ili Puman 3000 (1990 Svantesson), također se vode kao dio nacionalnosti Bulang ili Blang. Na području Laosa žive kao Kiorr ili Samtao u 6 sela, 2359 (1985 F. Proschan). U Tajlandu na rijeci Wang su možda nestali a poznati su kao Hsen-Hsum, 7 duša (1981 Wurm and Hattori). U Burmii nalazimo dvije skupine, to su Samtao u državi Šan, 9550 (2000 WCD); i Tai Loi ili Tailoi, 1432 (2000 WCD), te oko 500 u Kini. Tai Loima možda su srodni Tai Doi što žive u selima Muang Kham, Dondchay i Muong na rijeci Mekong u Laosu (600) i oko 80 u Burmi.
Imenom Angku označavaju jezikoslovci i sadašnje jezike kojima se služe skupine Angkua koje su u prošlosti bile dio daleko veće populacije u Yunnanu do dolaska naroda Tai i Yi. Osvajači su ih otuda otjerali pa su se razbili na više izoliranih grupa (8). Na području Kine politički ih vode kao dijelove nacionalnosti Bulanga, ali s njima su jezično nesrodni.

## Vanjske poveznice
- Angku people
- Kiorr, Angku of Myanmar (Burma)
- Language Family Trees: Angkuic